# Guram Cchovrebov
Guram Jasonovič Cchovrebov (in russo Гурам Ясонович Цховребов?; Staliniri, 14 luglio 1938 – 1998) è stato un calciatore sovietico dal 1991 georgiano, di ruolo difensore.

## Statistiche

### Cronologia presenze e reti in Nazionale
| Cronologia completa delle presenze e delle reti in nazionale ― Unione Sovietica | Cronologia completa delle presenze e delle reti in nazionale ― Unione Sovietica | Cronologia completa delle presenze e delle reti in nazionale ― Unione Sovietica | Cronologia completa delle presenze e delle reti in nazionale ― Unione Sovietica | Cronologia completa delle presenze e delle reti in nazionale ― Unione Sovietica | Cronologia completa delle presenze e delle reti in nazionale ― Unione Sovietica | Cronologia completa delle presenze e delle reti in nazionale ― Unione Sovietica | Cronologia completa delle presenze e delle reti in nazionale ― Unione Sovietica |
| Data                                                                            | Città                                                                           | In casa                                                                         | Risultato                                                                       | Ospiti                                                                          | Competizione                                                                    | Reti                                                                            | Note                                                                            |
| ------------------------------------------------------------------------------- | ------------------------------------------------------------------------------- | ------------------------------------------------------------------------------- | ------------------------------------------------------------------------------- | ------------------------------------------------------------------------------- | ------------------------------------------------------------------------------- | ------------------------------------------------------------------------------- | ------------------------------------------------------------------------------- |
| 28/07/1967                                                                      | Breslavia                                                                       | Polonia                                                                         | 2 – 0                                                                           | Unione Sovietica                                                                | Olimpiadi 1968                                                                  | -                                                                               |                                                                                 |
| 04/08/1967                                                                      | Mosca                                                                           | Unione Sovietica                                                                | 2 – 0                                                                           | Polonia                                                                         | Olimpiadi 1968                                                                  | -                                                                               |                                                                                 |
| 30/08/1967                                                                      | Mosca                                                                           | Unione Sovietica                                                                | 2 – 0                                                                           | Finlandia                                                                       | Qual. Euro 1968                                                                 | -                                                                               |                                                                                 |
| 01/10/1967                                                                      | Mosca                                                                           | Unione Sovietica                                                                | 2 – 0                                                                           | Svizzera                                                                        | Amichevole                                                                      | -                                                                               |                                                                                 |
| 08/10/1967                                                                      | Sofia                                                                           | Bulgaria                                                                        | 2 – 0                                                                           | Unione Sovietica                                                                | Amichevole                                                                      | -                                                                               |                                                                                 |
| 15/10/1967                                                                      | Vienna                                                                          | Austria                                                                         | 2 – 0                                                                           | Unione Sovietica                                                                | Qual. Euro 1968                                                                 | -                                                                               |                                                                                 |
| 29/11/1967                                                                      | Rotterdam                                                                       | Paesi Bassi                                                                     | 2 – 0                                                                           | Unione Sovietica                                                                | Amichevole                                                                      | -                                                                               |                                                                                 |
| Totale                                                                          |                                                                                 | Presenze                                                                        | 7                                                                               |                                                                                 | Reti                                                                            | 0                                                                               |                                                                                 |